# Застава Сомалије
Застава Сомалије је усвојена 12. октобра, 1954. Дизајнирао ју је Мохамед Авале Либан. Првобитна намера је била да заставу користи Британски Сомалиленд, али када су се Италијански Сомалиленд и Британски Сомалиленд ујединили у једну државу, ова застава је постала застава уједињене државе.
Према аутору заставе, господину Либану, намера је била да застава подсећа на заставу Уједињених нација. Уједињене нације су помогле Сомалији да стекне независност од Италије, и застава је усвојена у част УН.
Пет кракова звезде симболише пет области где Сомалци живе. Ових пет области су Британски Сомалиленд, Италијански Сомалиленд, Француски Сомалиленд (Џибути), Огаден (Етиопија) и Дистрикт Северне границе, који контролише Кенија.
Хералдички опис заставе, блазолн гласи: Azure, a mullet Argent.